# Улица Прокофьева (Санкт-Петербург)
Улица Проко́фьева — улица в Выборгском районе Санкт-Петербурга. Проходит от улицы Симонова до улицы Жени Егоровой.

## История
Название было присвоено 4 июля 1977 года в память о поэте Александре Андреевиче Прокофьеве.

## Пересечения
- улица Симонова
- улица Композиторов
- улица Жени Егоровой

## Транспорт
Ближайшая станция метро — «Проспект Просвещения» 2-й (Московско-Петроградской) линии.
По улице проходят автобусные маршруты № 80, 86, 99, 121, 123, 143, 148, 167, 173, 180, 198, 207, 275, 397.
На углу улицы Прокофьева и улицы Жени Егоровой находится крупная автобусная станция, являющаяся конечной двух десятков маршрутов.